# Sally Singhateh
Sally Sadie Singhateh (Banjul, 1977) es una escritora de Gambia.

## Trayectoria
Se licenció en comunicación en la Universidad de Gales, Swansea. También se ha formado en relaciones internacionales y literatura, especializándose en escritura creativa.
Trabajó para la oficina de comunicación de la Fundación para la Investigación sobre la Salud, la Productividad y el Medio Ambiente de la Mujer de Gambia (BAFROW por sus siglas en inglés), dedicada a la lucha contra la mutilación genital femenina. En 2009, pasó a formar parte de UNICEF Gambia como especialista en comunicación.
Sus novelas abordan problemas sociales como la ablación genital. En 1998 publicó la primera, Christie's Crises, publicando otras dos en 2004, The Sun Will Soon Shin, y en 2006, Baby Trouble. También ha publicado un libro infantil y poesía, disciplina en la que ha sido premiada. Ha sido directora de una revista para jóvenes en Gambia.

## Reconocimientos
En 1995, Singhateh fue reconocida con el Premio Internacional de Poesía al Mérito.

## Obra
- Christie's Crises, 1988[6]
- The Sun Will Soon Shine, London: Athena Press, 2004[7]
- Baby Trouble, Nairobi, 2006[8]